# Bradley Hall
Bradley Hall (né le 17 juin 1978) est un coureur cycliste australien.

## Palmarès
- 2008
  - 2e étape du Tour d'Indonésie
  - 7e étape du Tour de la mer de Chine méridionale
  - 2e du Tour de Hong Kong Shanghai
- 2011
  - 3e du Tour de Thaïlande

## Classements mondiaux
| Année         | 2006 | 2007 | 2008 | 2009 | 2010 | 2011 | 2012 |
| ------------- | ---- | ---- | ---- | ---- | ---- | ---- | ---- |
| UCI Asia Tour | 134e |      |      | 40e  | 94e  |      | 274e |